# Race of Champions 1967
Race of Champions 1967 je bila neprvenstvena dirka Formule 1 v sezoni 1967. Odvijala se je 12. marca 1967 na dirkališču Brands Hatch.

## Rezultati

### Prva preddirka
| Poz | Št | Dirkač               | Moštvo                         | Konstruktor     | Krogi | Čas/Odstop              | Št. m. |
| --- | -- | -------------------- | ------------------------------ | --------------- | ----- | ----------------------- | ------ |
| 1   | 5  | Dan Gurney           | Anglo American Racers          | Eagle-Weslake   | 10    | 15:42,8                 | 1      |
| 2   | 7  | John Surtees         | Honda R & D Co.                | Honda           | 10    | + 9,0 s                 | 2      |
| 3   | 6  | Richie Ginther       | Anglo American Racers          | Eagle-Weslake   | 10    | + 12,2 s                | 3      |
| 4   | 11 | Bruce McLaren        | Bruce McLaren Motor Racing Ltd | McLaren-BRM     | 10    | + 13,2 s                | 4      |
| 5   | 15 | Mike Spence          | Reg Parnell (Racing)           | BRM             | 10    | + 14,8 s                | 8      |
| 6   | 10 | Ludovico Scarfiotti  | Scuderia Ferrari SpA SEFAC     | Ferrari         | 10    | + 16,2 s                | 7      |
| 7   | 1  | Jack Brabham         | Brabham Racing Organisation    | Brabham-Repco   | 10    | + 17,2 s                | 5      |
| 8   | 4  | Pedro Rodríguez      | Cooper Car Company             | Cooper-Maserati | 10    | + 17,8 s                | 10     |
| 9   | 2  | Denny Hulme          | Brabham Racing Organisation    | Brabham-Repco   | 10    | + 20,4 s                | 13     |
| 10  | 9  | Lorenzo Bandini      | Scuderia Ferrari SpA SEFAC     | Ferrari         | 10    | + 20,6 s                | 11     |
| 11  | 12 | Jo Siffert           | Rob Walker Racing Team         | Cooper-Maserati | 10    | + 22,0 s                | 12     |
| 12  | 21 | Jacky Ickx           | Matra Sports                   | Matra-Cosworth  | 10    | + 36.6,s                | 17     |
| 13  | 23 | Chris Irwin          | Reg Parnell (Racing)           | Lotus-BRM       | 10    | + 36,8 s                | 15     |
| 14  | 16 | Bob Anderson         | DW Racing Enterprises          | Brabham-Climax  | 10    | + 41,2 s                | 16     |
| 15  | 20 | Jean-Pierre Beltoise | Matra Sports                   | Matra-Cosworth  | 10    | + 49,0 s                | 20     |
| 16  | 14 | Guy Ligier           | Guy Ligier                     | Cooper-Maserati | 10    | + 1:16,2 s              | 18     |
| 17  | 19 | Chris Lawrence       | J.A. Pearce Engineering        | Cooper-Ferrari  | 10    | + 1:22,4 s              | 19     |
| NC  | 3  | Jochen Rindt         | Cooper Car Company             | Cooper-Maserati | 4     | +6 krogov               | 6      |
| DNS | 8  | Chris Amon           | Scuderia Ferrari SpA SEFAC     | Ferrari         |       | Poškodba                | (9)    |
| DNS | 22 | Piers Courage        | Charles Lucas (Engineering)    | Lotus-Martin    |       | Motor                   | (14)   |
| WD  | 8  | Mike Parkes          | Scuderia Ferrari SpA SEFAC     | Ferrari         |       | Dirkal Amon             | -      |
| WD  | 17 | Robin Darlington     | J.A. Pearce Engineering        | Pearce-Martin   |       | Nepripravljen dirkalnik | -      |
| WD  | 18 | Tony Lanfranchi      | J.A. Pearce Engineering        | Pearce-Martin   |       | Nepripravljen dirkalnik | -      |

### Druga preddirka
| Poz | Št | Dirkač               | Moštvo                         | Konstruktor     | Krogi | Čas/Odstop   | Št. m. |
| --- | -- | -------------------- | ------------------------------ | --------------- | ----- | ------------ | ------ |
| 1   | 5  | Dan Gurney           | Anglo American Racers          | Eagle-Weslake   | 10    | 15:39,2      | 1      |
| 2   | 6  | Richie Ginther       | Anglo American Racers          | Eagle-Weslake   | 10    | + 3,4 s      | 3      |
| 3   | 7  | John Surtees         | Honda R & D Co.                | Honda           | 10    | + 4,2 s      | 2      |
| 4   | 10 | Ludovico Scarfiotti  | Scuderia Ferrari SpA SEFAC     | Ferrari         | 10    | + 5,6 s      | 6      |
| 5   | 4  | Pedro Rodríguez      | Cooper Car Company             | Cooper-Maserati | 10    | + 12,8 s     | 8      |
| 6   | 11 | Bruce McLaren        | Bruce McLaren Motor Racing Ltd | McLaren-BRM     | 10    | + 16,0 s     | 4      |
| 7   | 15 | Mike Spence          | Reg Parnell (Racing)           | BRM             | 10    | + 16,4 s     | 5      |
| 8   | 12 | Jo Siffert           | Rob Walker Racing Team         | Cooper-Maserati | 10    | + 19,2 s     | 11     |
| 9   | 9  | Lorenzo Bandini      | Scuderia Ferrari SpA SEFAC     | Ferrari         | 10    | + 26,8 s     | 10     |
| 10  | 21 | Jacky Ickx           | Matra Sports                   | Matra-Cosworth  | 10    | + 41,0 s     | 12     |
| 11  | 23 | Chris Irwin          | Reg Parnell (Racing)           | Lotus-BRM       | 10    | + 41,8 s     | 13     |
| 12  | 16 | Bob Anderson         | DW Racing Enterprises          | Brabham-Climax  | 10    | + 42,6 s     | 15     |
| Ods | 20 | Jean-Pierre Beltoise | Matra Sports                   | Matra-Cosworth  | 8     | Dovod goriva | 14     |
| Ods | 2  | Denny Hulme          | Brabham Racing Organisation    | Brabham-Repco   | 5     | Motor        | 9      |
| NC  | 14 | Guy Ligier           | Guy Ligier                     | Cooper-Maserati | 3     | +7 krogov    | 16     |
| Ods | 1  | Jack Brabham         | Brabham Racing Organisation    | Brabham-Repco   | 1     | Brez goriva  | 7      |
| Ods | 3  | Jochen Rindt         | Cooper Car Company             | Cooper-Maserati | 0     | Sklopka      | 18     |
| Ods | 19 | Chris Lawrence       | J.A. Pearce Engineering        | Cooper-Ferrari  | 0     | Sklopka      | 17     |

### Finale
| Poz | Št | Dirkač               | Moštvo                         | Konstruktor     | Krogi | Čas/Odstop        | Št. m. |
| --- | -- | -------------------- | ------------------------------ | --------------- | ----- | ----------------- | ------ |
| 1   | 5  | Dan Gurney           | Anglo American Racers          | Eagle-Weslake   | 40    | 1.04:30,6         | 1      |
| 2   | 9  | Lorenzo Bandini      | Scuderia Ferrari SpA SEFAC     | Ferrari         | 40    | + 0,4 s           | 11     |
| 3   | 12 | Jo Siffert           | Rob Walker Racing Team         | Cooper-Maserati | 40    | + 2,0 s           | 8      |
| 4   | 4  | Pedro Rodríguez      | Cooper Car Company             | Cooper-Maserati | 40    | + 2,8 s           | 5      |
| 5   | 10 | Ludovico Scarfiotti  | Scuderia Ferrari SpA SEFAC     | Ferrari         | 40    | + 4,2 s           | 4      |
| 6   | 23 | Chris Irwin          | Reg Parnell (Racing)           | Lotus-BRM       | 39    | +1 krog           | 13     |
| 7   | 15 | Mike Spence          | Reg Parnell (Racing)           | BRM             | 39    | +1 krog           | 7      |
| 8   | 19 | Chris Lawrence       | J.A. Pearce Engineering        | Cooper-Ferrari  | 38    | +2 kroga          | 17     |
| 9   | 1  | Jack Brabham         | Brabham Racing Organisation    | Brabham-Repco   | 37    | +3 krogi          | 9      |
| 10  | 6  | Richie Ginther       | Anglo American Racers          | Eagle-Weslake   | 36    | +4 krogi          | 2      |
| Ret | 20 | Jean-Pierre Beltoise | Matra Sports                   | Matra-Cosworth  | 20    | Dovod goriva      | 15     |
| Ret | 21 | Jacky Ickx           | Matra Sports                   | Matra-Cosworth  | 19    | Črpalka za gorivo | 12     |
| Ret | 3  | Jochen Rindt         | Cooper Car Company             | Cooper-Maserati | 14    | Sklopka           | 18     |
| Ret | 16 | Bob Anderson         | DW Racing Enterprises          | Brabham-Climax  | 10    | El. sistem        | 14     |
| Ret | 7  | John Surtees         | Honda R & D Co.                | Honda           | 8     | Plin              | 3      |
| Ret | 11 | Bruce McLaren        | Bruce McLaren Motor Racing Ltd | McLaren-BRM     | 0     | Motor             | 6      |
| DNS | 2  | Denny Hulme          | Brabham Racing Organisation    | Brabham-Repco   |       | Motor             | (10)   |
| DNS | 14 | Guy Ligier           | Guy Ligier                     | Cooper-Maserati |       | Dirkal Rindt      | (16)   |